# Бело усијање (филм)
Бело усијање (енгл. White Heat) амерички је филм ноар из 1949. у режији Раула Волша са Џејмсом Кегнијем, Вирџинијом Мејо и Едмондом О'Брајаном у главним улогама.

## Радња
Артур „Коди“ Џерет (Џејмс Кејни), немилосрдни и психопатски гангстер и вођа банде, пљачка поштански воз Сијера Неваде 2440 на калифорнијској граници са пет саучесника, укључујући Биг Ед (Стив Кохран), Котон (Воли Кесел) и Зуки, возећи се са њим у колима, остали заробљавају кондуктере. Један од њих удари разбојника термосом по глави, за шта добија метак. Банда зауставља воз и диже у ваздух вагон са готовином, убивши чувара. Коди је приморан да убије два возача који су чули како Зуки изговори његово име. Један од њих окреће прекидач пре него што умре, а Зуки добија удар паре у лице.
Спикер чита извештај о банди која је пре недељу дана убила четворицу железничара и украла 300.000 долара. Банди се такође приписује пљачка банке и убиство два благајника у Аризони. Велики Ед говори о промени вође, који је дошао да се склони са својом мајком (Маргарет Вичерли), коју много воли, и супругом Верном (Вирџинија Мејо) у трошној планинској кући. Коди добија изненадни напад мигрене. Сачекавши ураган, Коди наређује да крене напред и обећава да ће послати Зои са завијеним лекарским лицем, али уместо тога наређује Котону да упуца свог напаћеног пријатеља, али он пуца у плафон и даје Зои кутију цигарета.
Банда се разилази. У мртвачници округа Тахо, детектив Филип Еванс (Џон Арчер) испитује Зукин леш. Патолог каже да је мушкарац који је преминуо задобио опекотине трећег степена од хладноће, али да му обрве и линија косе нису били печени, што указује на опекотину од парне машине.
Канцеларија америчког трезора у Лос Анђелесу извештава Еванса да је покојник био на месту злочина, а отисци прстију припадају Ђованију „Памуку“ Валетију, што полицију доводи до банде. Коди склони своју мајку и жену у собу у хотелу Милбенк у Лос Анђелесу. Евансов човек открива аутомобил госпође Џерет, која је отишла да купи јагоде за свог вољеног сина, и обележава је комадом беле тканине. Посматрање почиње телефонским разговорима. Жена, која је одмах приметила „реп“, успева да побегне захваљујући случају - аутомобил са приколицом је блокирао поглед на аутомобил који је посматрао, али то не спречава Еванса да уђе у траг Џарету, који рани детектива у раме. Током потјере, Коди улази у биоскоп на отвореном, скривајући се међу аутомобилима. Гангстер одлучује да се представи као Скреч Морган, представљајући се као саучесник који је опљачкао хотел Палас 12. октобра у Спрингфилду у исто време када и воз, и тако, захваљујући свом алибију, избегао гасну комору и добио затворску казну у држава Илиноис.
Госпођа Џерет и уплакана Верна вешто играју своје улоге пред детективима, Еванс схвата да без сведока неће доказати да га је Коди ранио. О неовлашћеној предаји злочинца пишу новине. Хенк Фелон (Едмонд О'Брајен), тајни агент ФБИ-а који је затворио 8 људи за 5 година, стиже у Евансову канцеларију и смештен је код криминалаца да извуче неопходне информације. Филип га упућује да од Кодија, који је добио две године, сазна где је сакрио плен, као и да открије трговца који пере новац. Фалон тражи да се из ћелије уклони Роберт „Бо“ Крил, који га препознаје када га упознају, Еванс упозорава агента на Кодијеве главобоље, које је лажирао као дете да би постигао оно што је желео, а које су постале стварне због лошег наследност, јер . отац злочинца је преминуо у психијатријској болници, као и његова снажна везаност за мајку. Фелон понавља своју легенду. Суд осуђује Кодија на казну од најмање једне и не дуже од три године.
Током вакцинације, Коди преноси преко Крила, који сутра излази, жељу да сазна како је Велики Ед. Хен, који је ишао под именом Вик Пардо, напада затвореника који га је напао и завршава у казненој ћелији, што привлачи Кодијеву пажњу. Госпођа Џерет пази на интересе свог сина пре Великог Еда, који је преузео случај. Испоставило се да је он љубавник Верне, која жели да јој муж умре. У ту сврху, он има свог човека у затвору, за кога се испоставило да је Кодијев цимер из ћелије Рој Паркер (Пол Гилфојл). Док ради у радионици, покушава да баци кран на гангстера, али га Фелон у последњем тренутку спасава. Паркер се извињава због наводно случајног инцидента.
Џерет се састаје са мајком која је извештавала о односу његове десне руке са супругом и његовим покушајима да елиминише вођу. Упркос синовљевом убеђењу, жена одлучује да се сама обрачуна са Великим Едом. Након наговештаја неуспелом убици, Коди почиње да има још један напад, Фалон скрива свог цимера из ћелије. У знак захвалности, Коди ноћу са њим дели свој план бекства, Фелон каже да разуме технологију и да им нико неће требати са Томијем Рајлијем, који има скривено оружје.
Следећег дана, лажна супруга Маргарет долази у „Вику“, он јавља да је бекство заказано за четвртак увече, и тражи да припреми ауто са фаром, а истовремено прича о разводу, тако да старац Херберт седи поред него са слушним апаратом, у комуникацији са адвокатом, не чује њихову. Детективи прегледају светионик.
У кафетерији, затвореници се подсећају на данашње бекство. Коди, преко осталих, пита Ната Лафела, члана банде са обале, о његовој мајци и сазнаје за њено убиство, након чега пада у хистерију, нападајући чуваре. Стављају га у луђачку кошуљу. Томи Рајли му доноси супу и добија инструкције да донесе пиштољ. Затворски психијатар Џарета карактерише као насилног, склоног насиљу, са променама расположења и препоручује његово пребацивање у болницу. Сазнавши за стање злочинца, Еванс наређује да се светионик уклони. Томију је дозвољено да одвеже Кодија током храњења, он ставља револвер под луђачку кошуљу, захваљујући чему Џерет преузима контролу над ситуацијом. Управник уводи Херберта и Роја и Мајкла Кертина у канцеларију, он је закључан у ћелији, а старац окован у кошуљу. Коди не дира Паркера, који је издао муштерију. Захваљујући ухваћеном др Харису, који седи за воланом, гангстер који се крио у гепеку бежи. Након што је изашао, Џерет убија Паркера, који је закључан у гепеку.
Сазнавши за шефово бекство, Велики Ед ставља звоно на врата и припрема се за сукоб. Верна одлучује да побегне, али је њен љубавник уцењује као убицу њене свекрве. Ноћу и даље бежи кроз прозор, али код аута налеће на мужа, жедан освете. Спасавајући свој живот, она лаже да је Велики Ед задао подмукли ударац отпозади и извештава о замци на улазним вратима. Обојица продиру кроз прозор, Коди намерно зове, Верна говори вребањем Еду да је она звала, јер... Предомислио сам се о одласку. Коди се прикрада и види како стишће своју жену, убија Еда, који је покушавао да побегне, позади кроз врата и баца леш низ степенице.
Поново окупљена банда расправља о новој пљачки - крађи платног списка хемијске фабрике користећи празан резервоар као тројански коњ, о чему му је мајка причала као детету. Склоништу прилази странац у рибарском оделу, тражећи да се јави. Испоставило се да је Даниел „Трејдор“ Винстон (Пол Гилфојл), кога нико осим Кодија раније није видео, донео мапу фабрике и пријавио радницима 416.000 долара плате. Такође се обавезује да пронађе доброг возача. Фелон одмах схвата да Винстон уопште није рибар и придружује им се. Ноћу, Фалона напада човек Коди, који је добио наређење да никога не пушта, вођа види како се бори и изненађен је борбеним вештинама једноставног затвореника, Хенк не може да лаже да је служио војску. Коди отвореног ума говори о својој покојној мајци, која је одувек желела да свог сина одведе на врх света.
Џерет обећава „Вику” да ће сутра након случаја покупити своју жену и да ћемо нас четворо кренути на пут. Фалон тајно поправља Вернин радио и прави од њега одашиљач сигнала, који причвршћује на резервоар, али Коди не проверава да ли је заиста причвршћен испод дна.
У тоалету на бензинској пумпи, Фелон исписује поруку на огледалу сапуном, успевајући да га прекрије јакном од саучесника који је ушао: „Пажња полиција, зови Еванса у трезор, радио сигнал Фелона. Службеник на бензинској пумпи одлази да провери наводно прљаво огледало.
Испоставило се да је Трејдоров возач „Бо“ Крил, који не препознаје Фалона с леђа док се пење у резервоар. Филип, који је примио поруку, наређује да се припреми заседа. Кретање камиона се прати помоћу тражила правца и велике мапе. Банда улази у канцеларију, неутралишући јединог чувара. Након што је пратила аутомобил до Лонг Бича, полиција је опколила фабрику. Крил идентификује Фелона, што Коди извештава. Агент зграби сачмарицу са пода и нанишанио банду, али га оглуши бандит који стоји на стражи и примећује пандуре. Верна је спремна да намами свог мужа, али Еванс наређује да се девојка ухапси. Одбијајући да се преда, Џерет отвара ватру у знак освете за своју мајку. Полиција користи сузавац, Фелон успева да побегне, а он упери своје партнере у дилера. Полицајци убијају двојицу криминалаца који су покушали да побегну; током потере скоро цела банда је елиминисана. Еванс не ризикује да пуца узалудно, рефлектори су укључени, јер би све могло да полети у ваздух. Рајли одлучује да одустане, због чега добија метак од Кодија, који остаје сам.
Пењући се на врх огромног резервоара за гас у облику лопте, Џерет који се смеје узима неколико метака из Фалонове снајперске пушке, након чега су хици запалили резервоар. Узвикујући „Успео сам, мама! Ја сам на врху света!“ гангстер лети у ваздух. Хенк каже: „Коначно је на врху света, и гори под његовим ногама“. Ватрогасци гасе разбуктали пламен.